# European Community on Computational Methods in Applied Sciences
A European Community on Computational Methods in Applied Sciences (ECCOMAS) é uma organização científica europeia fundada em 1993. A sua missão é promover a cooperação entre universidades, centros de investigação e parceiros industriais para o desenvolvimento de métodos numéricos aplicados à computação científica em engenharia e ciências aplicadas. Os membros da ECCOMAS abrangem 23 associações europeias dedicadas a métodos computacionais em ciências aplicadas.

## Organização
A organização foi fundada em 1993, e tem como finalidade promover a ligação entre associações europeias cujos membros tenham interesse nos métodos e matemáticas na área da informática, e a sua aplicação na resolução de problemas de engenharia e mecânica.

## Congresso e outros eventos
O Congresso da ECCOMAS é geralmente um evento de grandes dimensões, sendo considerado como um espaço privilegiado para a discussão entre os especialistas de várias temáticas, sendo especialmente de interesse para os investigadores mais jovens. Realiza-se a cada 2 anos, enquanto conferências temáticas são organizadas pelos seus membros no ano intermédio (em 2023 foram realizadas 30 conferências temáticas).[carece de fontes?]
Em 2024 o congresso teve lugar na cidade portuguesa de Lisboa, tendo sido feitas cerca de 2500 apresentações técnicas sobre mecânica computacional de fluidos e sólidos e fluidos, resolução de problemas, e técnicas numéricas e computacionais naquela área.
Além do seu congresso anual, a organização também é responsável por coordenar outros eventos, como o Young Investigators Conference, que teve como finalidade reunir estudantes e jovens pesquisadores que desenvolvem trabalhos nas áreas relacionadas com a ciência e engenharia computacional. A quinta edição deste evento teve lugar em Cracóvia, na Polónia, em 2019, a sexta edição deste evento foi organizada em 2021, em conjunto com a Universitat Politècnica de València, em Espanha, enquanto que a Faculdade de Engenharia da Universidade do Porto, acolheu a sétima edição, em 2023. No mesmo ano, também organizou a conferência Multibody 2023: Thematic Conference on Multibody Dynamics, em Lisboa, em colaboração com o Instituto Superior Técnico.
Outro evento promovido regularmente pela ECCOMAS é o International Conference on Computer Methods in Mechanics, organizado de forma bianual desde 1973. A edição de 2007 foi em Łódź, e a de 2009 em Zielona Góra, ambas na Polónia, tendo esta última contado com a participação de 300 pessoas de 24 países.

## Prémios
ECCOMAS atribui por ano três medalhas,
dois prémios para jovens investigadores,
e dois prémios para teses de doutoramento:
- Medalha Ritz-Galerkin — É o prémio mais prestigiante atribuído pela ECCOMAS, concedido a cada 4 anos a investigadores que tenham realizado contribuições excecionais e sustentadas no campo dos métodos computacionais em ciências aplicadas, ao longo de períodos que representem uma parte substancial das suas carreiras profissionais.
- Medalha Euler — É concedido a cada 2 anos a investigadores que tenham realizado contribuições excecionais e sustentadas na área da mecânica computacional sólida e estrutural, em termos de teoria matemática e métodos numéricos.
- Medalha Prandtl — É concedido a cada 2 anos a investigadores que tenham realizado contribuições excecionais e sustentadas na área da dinâmica de fluidos computacional, em termos de teoria matemática e métodos numéricos.
- Prémio Jovem Investigador Olgierd Cecil Zienkiewicz — É concedido a cada 2 anos a jovens investigadores (ou seja, com idade não superior a 40 anos) que tenham realizado contribuições excecionais no campo das ciências da engenharia computacional.
- Prémio Jovem Investigador Jacques-Louis Lions — É concedido a cada 2 anos a jovens investigadores (ou seja, com idade não superior a 40 anos) que tenham realizado contribuições excecionais no campo da análise numérica.
- Prémios PhD — É concedido anualmente a 2 doutorados que apresentaram a sua tese no ano em curso. Todos os que cumpram os requisitos podem submeter uma candidatura: cada associação membro da ECCOMAS seleciona 1 destas candidaturas para apresentar como candidato oficial ao prémio.

### Premiados[10]
| Medalha Ritz-Galerkin | Medalha Ritz-Galerkin        | Medalha Prandtl | Medalha Prandtl                           | Medalha Euler | Medalha Euler                      | Medalha Zienkiewicz | Medalha Zienkiewicz                                                                       |
| --------------------- | ---------------------------- | --------------- | ----------------------------------------- | ------------- | ---------------------------------- | ------------------- | ----------------------------------------------------------------------------------------- |
|                       |                              |                 |                                           |               |                                    | 2007                | Giulio Maier Herbert Mang J. Tinsley Oden Zbigniew Kaczkowski Michal Kleiber Jan Szmelter |
| 2008                  | Prof. Giulio Maier, Itália   | 2008            | Prof. Antonio Huerta, Espanha             | 2008          | Prof. Peter Wriggers, Alemanha     |                     |                                                                                           |
|                       |                              |                 |                                           |               |                                    | 2009                | Leszek Demkowicz Eugenio Oñate Janusz Orkisz Erwin Stein Zenon Waszczyszyn                |
|                       |                              | 2010            | Prof. Ken Morgan, Reino Unido             | 2010          | Prof. Bernhard Schrefler, Itália   |                     |                                                                                           |
| 2012                  | Prof. Erwin Stein, Alemanha  | 2012            | Prof. Roger Ohayon, França                | 2012          | Prof. Herbert Mang, Áustria        |                     |                                                                                           |
|                       |                              | 2014            | Prof. Sergio Idelsohn, Argentina          | 2014          | Prof. Franco Brezzi, Itália        |                     |                                                                                           |
| 2016                  | Prof. Franco Brezzi, Itália  | 2016            | Prof. Wolfgang A. Wall, Alemanha          | 2016          | Prof. Ferdinando Auricchio, Itália |                     |                                                                                           |
|                       |                              | 2018            | Prof. Ramon Codina, Espanha               | 2018          | Prof. Ekkehard Ramm, Alemanha      |                     |                                                                                           |
| 2020                  | Prof. Eugenio Oñate, Espanha | 2020            | Prof. Spencer Sherwin, Reino Unido        | 2020          | Prof. Alessandro Reali, Itália     |                     |                                                                                           |
|                       |                              | 2022            | Prof. Harald Van Brummelen, Países Baixos | 2022          | Prof. Alfio Quarteroni, Itália     |                     |                                                                                           |